# Barbella trichophoroides
Barbella trichophoroides là một loài Rêu trong họ Meteoriaceae. Loài này được (Hampe ex Müll. Hal.) Broth. miêu tả khoa học đầu tiên năm 1906.